# 足球经理2017
《足球经理2017》是Sports Interactive开发，世嘉发行的足球题材模拟经营游戏，2016年11月4日推出正式版。

## 官方汉化
游戏的系列总监迈尔斯·雅各布森曾发推，说中文区卖出两万套就出官方中文版，结果后来又不认账，这使得游戏在Steam上获得了中文区玩家的差评，并导致游戏的差评率被刷破70%。最后发行商世嘉宣布推出繁体中文版，2017年4月3日优先推出官方简体中文版。

## 脚注
1. ↑  . games.sina.com.cn. SINA Corporation. 2016-11-02  [2016-11-03]. （原始内容存档于2016-11-03）.
2. ↑  SEGA DEV. . 2016-10-29  [2017-02-12]. （原始内容存档于2017-02-12） （英语）.
3. ↑  . 2017-04-03  [2017-04-04]. （原始内容存档于2017-04-04）.